# Церера-1

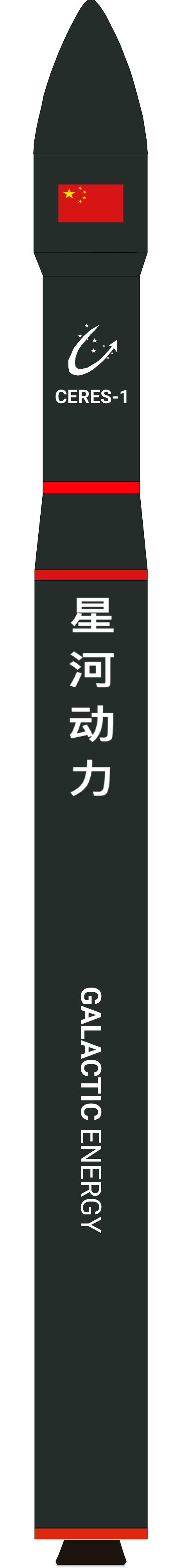
РН Церера-1

Церера-1 (кит. упр. 谷神星一号, пиньинь Gushenxing-1, палл. Гушэньсин-1, англ. Ceres-1, также CRS-1 или GX-1, GSX-1) — четырёхступенчатая коммерческая ракета-носитель лёгкого класса, созданная китайской компанией Galactic Energy. Предназначена для вывода полезной нагрузки до 400 кг на НОО или до 300 кг на ССО. Китайское название ракеты «Гушэньсин» означает «богиня урожая», аналогом которой считается Церера, чьё имя используется для обозначения этого носителя на международных рынках.

## Конструкция
Первые три ступени ракеты «Церера-1» — твердотопливные, четвёртая ступень, выполняющая функции блока орбитального выведения, снабжена жидкостным ракетным двигателем многократного включения, использующим топливо на основе гидразина. 
РДТТ первой ступени имеет тягу 560 кН, второй – 315 кН и третьей – 150 кН. Тяга жидкостного двигателя четвёртой ступени - 2.5 кН. 
6 июня 2024 года впервые запущен носитель «Церера-1» с новой версией четвёртой ступени, рассчитанной на длительное нахождение на орбите. Эта ступень, получившая собственное название «платформа длительных орбитальных испытаний „Эрос“» (кит. трад. 爱神星留轨试验平台, пиньинь aishenxing liu gui shiyan pingtai, палл. айшэньсин лю гуй шиянь пинтай, от Айшэн — «бог любви»), не только выводит космические аппараты на целевые орбиты, но и позволяет  устанавливать  на ней дополнительную неотделяемую  полезную нагрузку для различных экспериментов в космосе.
Высота носителя «Церера-1» около 19 метров, диаметр 1,4 метра, стартовая масса — 30 тонн. Место для полезной нагрузки под головным обтекателем — Ø1,4 х 2,5 метра.

## Стартовые площадки
Запуски носителя «Церера-1» производятся с космодрома Цзюцюань. Первый запуск состоялся 7 ноября 2020 года, на орбиту выведен малый спутник Тяньци-11, предназначенный для передачи трафика M2M и IoT.
5 сентября 2023 года состоялся девятый пуск «Цереры-1», ставший первым запуском этого носителя с морской платформы. Платформа находилась в Жёлтом море, в точке с координатами 36,6312°с. ш. и 121,1976°в.д, в 5,5 км от причала порта Хайян. Вариант носителя для морского старта получил обозначение «Церера-1H» (GSX-1H), от кит. упр. 海射型, пиньинь Hǎishè Xíng — «морской старт», встречается также обозначение англ. Ceres-1S, от англ. Sea Launch. На орбиту были выведены 4 спутника семейства «Тяньци», с номерами от 21 по 24, предназначенные для приёма и ретрансляции сообщений «интернета вещей».